# Félix de Berroeta

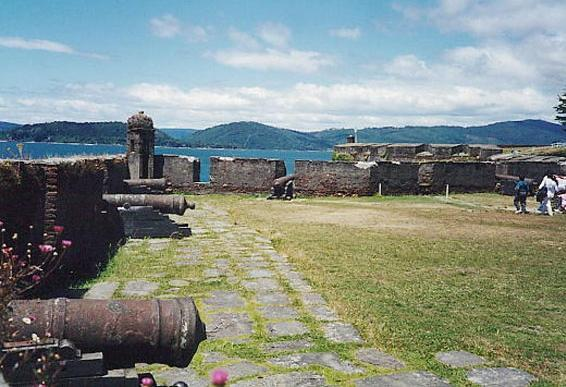
Vista del Castillo de San Sebastián de la Cruz en Corral, reconstruido durante el mando del gobernador Berroeta en Valdivia.

Félix Ignacio de Berroeta y Torres (Azpeitia, Guipúzcoa, España - † 26 de mayo de 1768, Valdivia, Reino de Chile, Virreinato del Perú, España); militar y administrador español que ejerció como gobernador de Chile entre septiembre de 1761 y octubre de 1762, siendo después gobernador de Valdivia entre 1762 y 1768, año en que murió. 

## Vida previa
Se integró en el Ejército Español en 1732, sirviendo en la conquista de Orán, luchado en diversas acciones de la campaña italiana de la Guerra de Sucesión Austriaca (Batalla de Campo Santo, Velletri y Plasencia), alcanzado el grado de capitán del Regimiento de Dragones de Frisia, cuando, en febrero de 1760, se le entregó el cargo de gobernador militar del puerto y fuertes de Valdivia, junto con el rango de teniente coronel de dragones. Al ser designado gobernador interino de Chile, y encontrarse vacante también el puesto de gobernador de Cuba, hizo gestiones -sin éxito- para ser redestinado a La Habana.
Se dirigía hacia Valdivia, pero, habiendo recalado en Concepción, el 9 de septiembre de 1761 fue nombrado interinamente gobernador de Chile por el saliente Manuel Amat y Juniet, que había sido promovido a virrey del Perú y tenía que abandonar la colonia rumbo a Lima. La razón de su designación fue que a la fecha Berroeta era circunstancialmente el militar de mayor graduación en la plaza, aunque probablemente Amat había solicitado la designación de Berroeta en Valdivia, al haber sido este último su subordinado en regimiento de Batavia.

## Gobernador de Chile
Gobernó Chile por algo más de un año, entre esa fecha y la llegada del titular designado por Carlos III, Antonio de Guill y Gonzaga (antiguo gobernador de Panamá), el 4 de octubre de 1762. 
A Berroeta en el cargo de gobernador de Chile le llegó la noticia de la alianza de España y Francia, consagrada en el Tercer Pacto de Familia, por el cual la corona hispana entraba en hostilidad con Gran Bretaña, en el marco de la Guerra de los Siete Años. De manera que el gobernador mandó a los pregoneros avisar a la población la nueva guerra. A raíz de esta novedad, la principal obra del breve gobierno de Berroeta fue el refuerzo de la guarnición del puerto de Valdivia, que podría ser objetivo de un ataque inglés, según creía, desplazando tropas veteranas de caballería e infantería desde la frontera del Biobío. También, en el mismo afán, encargó al ingeniero José Antonio Birt (autor del cuartel de dragones en Santiago, el Puente de Cal y Canto y de la Casa Colorada) la construcción del Fuerte o Castillo de San Carlos en la ribera sur de la boca del Río Valdivia, en un lugar conocido hasta entonces como El Morrito. Es decir, Berroeta se preocupó principalmente de potenciar la plaza donde después ejercería como gobernador titular.
Tanto la historia de Carvallo Goyeneche (s.a., «Capítulo XCVII. Gobierno interino del Teniente Coronel Don Félix de Berroeta») como la de Gay (1848, pp. 71-73) recogen la versión de que Berroeta aprovechó su posición privilegiada como gobernador de Chile para realizar grandes operaciones comerciales particulares y así enriquecerse, lo que estaría confirmado al menos en el caso de algunas maniobras mercantiles respecto de las tropas, por las que se le declaró culpable en su juicio de residencia.

## Gobernador de Valdivia
Tras el arribo del Guill y Gonzaga, gobernador titular de Chile, Berroeta se dirigió a asumir su destino original como gobernado de Valdivia. Su periodo en ese cargó coincidió con diversas obras de mejoramiento del sistema de fuertes de Valdivia:
- Se construyó el mencionado Castillo de San Carlos, que Berroeta había mandado realizar siendo gobernador de Chile.
- En 1764 el ingeniero irlandés Juan Garland inició la reconstrucción del Castillo de San Sebastián de la Cruz en Corral usando piedra cancagua. Al castillo, además, se agregaron la Batería de la Argolla (1764) y la Batería de la Cortína (1767).[9]
- En 1765 se estaban construyendo el polvorín y el hospital del Castillo de San Pedro de Alcántara en la Isla Mancera.
- En 1767 se realizaron los planos del foso de 2 kilómetros de longitud (2.400 varas) acompañado de terraplentes, bastiones y muelles, que -realizado años después- con fines defensivos convertiría a la ciudad de Valdivia en una isla elevada 10 varas sobre el nivel de las aguas del Río Calle Calle.

Las edificaciones se vieron reforzadas por la llegada en 1764 de profesionales del Real Cuerpo de Ingenieros Militares.
A finales de 1765, apoyando las edificaciones, también se construyó una fábrica de tejas y ladrillos en la Isla Teja, entonces llamada Isla de Valenzuela. La instalación tenía importantes dimensiones en relación con el tamaño de la colonia (4 galpones de 50m., 2 de 37m., 1 barraca de 66m., 4 hornos, pozos varios, bodega de herramientas y oficina). La fábrica en 1770 producía 400.000 ladrillos mensuales. En 1766 también se levantó una segunda fábrica de ladrillos en el Castillo de Niebla, aunque de menores dimensiones que la de Teja. 
En 1767 Berroeta debió cumplir en Valdivia la orden de expulsión de los jesuitas decretada por Carlos III, por lo que al gobernador le tocó por breve tiempo presidir el comité "de temporalidades" que debía administrar y definir el destino de las lucrativas propiedades de la congregación, entonces la orden religiosa más importante y rica de la ciudad.
El capitán Ignacio Pinuer, uno de los encargados de la fábrica de ladrillos de Isla Teja, que venía desde hace décadas recolectando entre los indígenas historias acerca de una supuesta ciudad perdida habitada por blancos -la Ciudad de los Césares- tras no ser oído por el anterior gobernador, expuso el tema a Berroeta, quien le encargó que continuase recopilando antecedentes e incluso le ofreció si era necesario "todo su caudal" para emprender una expedición de descubrimiento. La muerte de Barroeta, en 1768, dejó inconcluso este proyecto.
El fallecimiento impidió que Berroeta fuera notificado del resultado desfavorable de un juicio de residencia, que determinó que había comerciado con las tropas, y lo obligaba a pagar las costas del proceso.
A su muerte, Berroeta fue reemplazado primero, brevemente, por Pablo de la Cruz y luego por el ingeniero militar Juan Garland, que venía hace años trabajando en las fortificaciones. Dejó viuda y familia que abandonaron al poco tiempo Valdivia rumbo a España. Dispuso que su viuda exhumara sus restos y los enterrara en el monasterio de las trinitarias en Concepción, pero como el barco solo recaló en Valparaíso, fue enterrado en dicho puerto.